# Palenica (Góry Czywczyńskie)

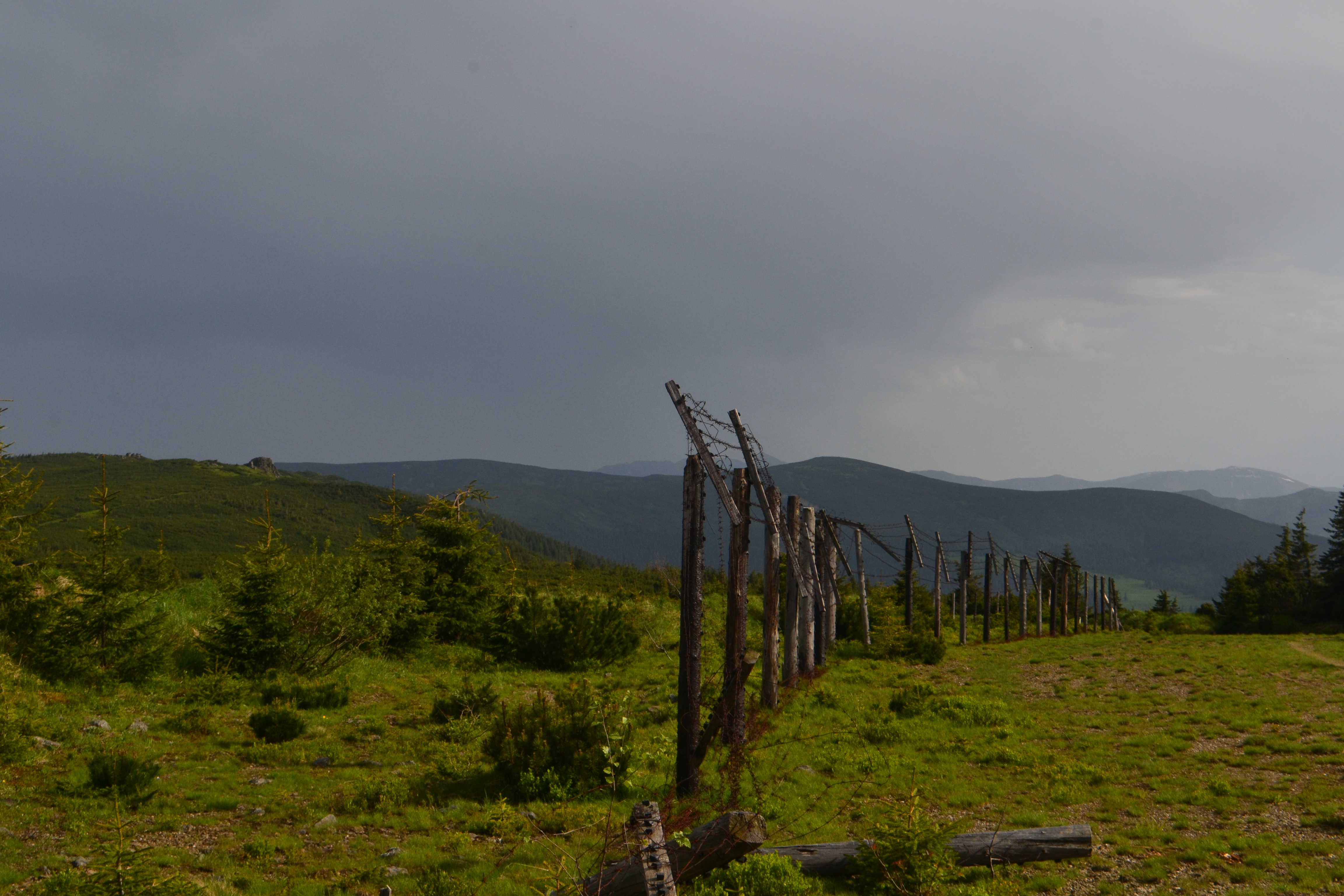
Pozostałości zasieków na dawnej granicy ZSRR w pobliżu szczytu

Palenica (ukr. Палениця, Pałenycia) – szczyt górski w Karpatach Marmaroskich w paśmie Gór Czywczyńskich. Zlokalizowany jest na granicy Rumunii i Ukrainy z wierzchołkiem położonym terenie rejonu wierchowińskiego ukraińskiego obwodu iwanofrankiwskiego.

## Geografia
Palenica to mało wybitny szczyt w głównym granicznym paśmie Gór Czywczyńskich położony w pobliżu jego południowo-wschodniego zakończenia. Poprzedza go szczyt Komanowa (wysokość 1734 m n.p.m.; odległość 1,4 km), zaś ostatnim w szeregu jest Hnatasia (Hnitesa, 1766 m n.p.m.; 1,6 km). Sam wierzchołek Palenicy wznosi się na wysokość 1749 m n.p.m. przy wybitności 33 m i izolacji 1,5 km. Z uwagi na niewielkie wysokości względne krajobraz tej części Gór Czywczyńskich określono mianem „równiny szczytowej”. Masyw Palenicy zbudowany jest z łupków krystalicznych przykrytych warstwą piaskowców i zlepieńców. Te ostatnie tworzą miejscami malownicze skałki.
Zbocza po stronie rumuńskiej są stosunkowo strome (w przybliżeniu 40%). Odmiennie po stronie ukraińskiej, gdzie spłaszczony wierzchołek płynnie przechodzi w szerokie ramię odbijające początkowo na północny wschód, a dalej na północ. Przykryte połoninami Wesnarką i Chitanką prowadzi ono przez szczyt Prełuczny na przełęcz Szyja, za którą rozpoczyna się juz należący do Połonin Hryniawskich grzbiet Pnewie.
Na północnych stokach Palenicy znajdują się źródła Czarnego Czeremoszu, zaś na wschód spływa potok Czarny będący dopływem Perkałabu (jednego z potoków tworzących niżej Biały Czeremosz). Po stronie rumuńskiej, ok. 2,8 km na południowy zachód od szczytu, swoje źródła ma Vaser, dopływ Vișeu.
Granica rumuńsko-ukraińska wiodąca co do zasady linią wododziału, w tym miejscu o około 230 m omija silnie spłaszczony szczyt od południowego zachodu, powielając tym samym przebieg dawnej granicy polsko-rumuńskiej i jeszcze starszej granicy galicyjsko-węgierskiej.

### Panorama
Szczyt Palenicy w znacznej części porośnięty jest kosodrzewiną przez co widok z niego jest niepełny. Niemniej z uwagi na znaczne spłaszczenie wierzchołka nie różni się on znacząco od sąsiednich punktów. W teorii dostrzegalne powinny być przede wszystkim położone na południu szczyty Gór Rodniańskich (Ineuț, Ineu, Buhăescu Mare, Pietrosul Rodnei) oraz zlokalizowane na zachodzie szczyty Karpat Marmaroskich (Toroiaga, Pietros Budyjowski, Pop Iwan Marmaroski, Farcăul). Istnieje także niezakłócona linia wzroku prowadząca na północnym zachodzie ku najwyższym szczytom Świdowca i Czarnohory.

## Ochrona przyrody i turystyka
Południowo-zachodnie zbocza Palenicy znajdują się na terenie rumuńskiego obszaru chronionego Parcul Natural Munții Maramureșului, zaś północno-wschodnie (poniżej górnej granicy lasu) wchodzą w skład Wierchowińskiego Parku Narodowego. Wcześniejsze próby ochrony przyrody w tej okolicy podejmowane w latach 30. XX wieku (proponowany rezerwat ścisły „Hnitesa–Palenica–Komanowa czy park narodowy w Górach Czywczyńskich) nie doczekały się realizacji.
Infrastruktura turystyczna w Górach Czywczyńskich jest bardzo uboga, na co wpływa m.in. fakt, że ich grań stanowi granicę zewnętrzną Unii Europejskiej. Już w 1936 roku na tym terenie utworzono tzw. „rezerwat turystyczny”, czyli obszar wolny od udogodnień turystycznych – schronisk, wiat czy znakowanych szlaków. Współcześnie pas drogi granicznej wykorzystywany jest jako nieznakowany szlak turystyczny. Najbliższy Palenicy znakowany szlak przebiega w odległości ponad 5 km w linii prostej – jest to wiodący przez Prełuczny Wschodniokarpacki Szlak Turystyczny.